# Romersk Italien
 For alternative betydninger, se Italien (flertydig). (Se også artikler, som begynder med Italien)
Romersk Italien (latin: Italia) omfattede den italienske halvø fra floden Rubicon i nord til Calabrien i syd. Italien var ikke en provins på linje med de øvrige territorier i Romerriget, men var byen Roms eget opland.

## Republikansk tid
I republikken bestod Italien af en mængde mindre territorier med forskellig status, herunder også de græske byer i Magna Graecia. Visse byer (municipii) havde forskellige grader af selvstændighed i forhold til Rom. Andre var kolonier grundlagt af borgere fra Rom, mens atter andre områder havde anden status. Efter Forbundsfællekrigen (2. årh. f.Kr.) havde Roms allierede muligheden for fuldt borgerskab i republikken. Det gjorde, at alle italiske folk blev romerske borgere.
Det var ikke tilladt romerske militærkommandører at føre en hær ind i Italien, derfor betød det borgerkrig da Julius Cæsar overskred Rubicon.

## Kejsertid

### Tidlig kejsertid
Italien havde privilegeret status hos Augustus og hans efterfølgere. De fik opført mange offentlige bygninger og sørgede for gode veje mellem alle byerne. Italien oplevede derfor en massiv økonomisk vækst, hvor landbrug, handel og håndværk blomstrede, store af produktionen kunne derefter blive eksporteret til de øvrige provinser. Samtidigt steg befolkningstallet kraftigt. Augustus iværksatte tre folketællinger (Census), som viste at antallet af mandlige borgere var steget fra 4,063,000 i 28 f.Kr. til 4,937,000 i 14 e.Kr. Omkring 7 e.Kr. opdelte Augustus ifølge Plinius den Ældre Italien i 11 regioner:
- Regio I Latium et Campania
- Regio II Apulia et Calabria
- Regio III Lucania et Brutii
- Regio IV Samnium
- Regio V Picenum
- Regio VI Umbria et Ager Gallicus
- Regio VII Etruria
- Regio VIII Aemilia
- Regio IX Liguria
- Regio X Venetia et Histria
- Regio XI Transpadana

### Italien i 3. årh.
Efter 212 e.Kr. mistede Italien særstatus, da kejser Caracalla med sit edikt Constitutio Antoniniana gav alle frie mænd i imperiet romersk borgerskab. Herved begyndte den økonomiske nedtur for Italien, da de rige østlige provinser overtog den økonomiske føring. Mod slutningen af 3. årh. oplevede Italien flere invasioner af såkaldte barbarer, og samtidigt blev Romerriget kastet ud i en Tredje krise under soldaterkejserne.
Da Diocletian (c. 245– ca. 312) kom til magten, fik han delvis bragt krisen til ophør med sin autokratiske regeringsreform, hvor han indførte Tetrarkiet. Det markerer begyndelsen på det såkaldte Dominat. Italien genvandt aldrig sin status i forhold til de øvrige provinser. Diocletian indførte en ny administrativ opdeling af Italien (correctores):
- Italia suburbicaria (Under byen Roms myndighed)
  - Tuscia et Umbria
  - Valeria
  - Campania et Samnium
  - Apulia et Calabria
  - Sicilia
  - Sardinia et Corsica
- Italia annonaria, med den nye hovedstad Mediolanum (Milano)
  - Venetia et Histria
  - Aemilia et Liguria
  - Flaminia et Picenum
  - Raetia
  - Alpes Cottiae

### Italien i 4. og 5. årh.
I 330 flyttede kejser Konstantin emperiets hovedstad fra Italien til Konstantinopel:Truslen om invasion var blevet for stor, og det økonomiske centrum var flyttet mod øst. Det førte til yderligere nedgang for Italien og Rom.
Efter kejser Theodosius I's død i 395, blev Italien til en del af vestromerske rige, i 402 flyttede hovedstaden fra Mediolanum til Ravenna, mens selve Rom bliver plyndret af Visigoterne i 403 og igen af Vandaler i 410. De vestromerske kejsere var som regel svage og kontrolleret af deres generaler, og i 476 brød den romerske kontrol over Italien sammen, mens det østromerske rige bestod i endnu tusind år.

## Eksterne referencer
- Geographical spaces in Roman history Arkiveret 25. maj 2012 hos  hos Archive.is (Italiensk)
- De Reditu, digt af Rutilius Namatianus, som beskriver dekadencen i Italien og Rom omkring 410 e.v.t.

42°00′N 12°30′Ø / 42°N 12.5°Ø